# 朗根洛伊巴-尼德海恩
朗根洛伊巴-尼德海恩（德語：Langenleuba-Niederhain）是德国图林根州的市镇，隶属于阿尔滕堡地区县。总面积为39.44平方千米，截至2023年12月31日总人口为1,717人。